# Marujama Josijuki
Marujama Josijuki (japánul 丸山 義行, Hepburn-átírással Maruyama Yoshiyuki, nyugaton Yoshiyuki Maruyama; Tocsigi prefektúra, 1931. október 28. – 2024. január 15.) japán nemzetközi labdarúgó-játékvezető, sportvezető, edző.	

## Pályafutása

### Labdarúgóként
Középiskolás korában atletizált, jégkorongozott és focizott. Főiskolai hallgatóként a Chou-egyetem játékosként 1950–1954 között szerepelt, melynek kapitánya volt. Egy alkalommal megnyerték a Japán bajnokságot. Egy súlyos sérülés miatt befejezte az aktív játékot.

### Nemzeti játékvezetés
A játékvezetői vizsgát 1955-ben Tokióban tette le. A küldési gyakorlat szerint rendszeres partbírói tevékenységet is végzett. 1956-ban lett a Japán JSL First Division játékvezetője. A nemzeti játékvezetéstől 1976-ban vonult vissza. Első ligás mérkőzéseinek száma: 65.

### Nemzetközi játékvezetés
A Japán labdarúgó-szövetség (JFA) Játékvezető Bizottsága (JB) terjesztette fel nemzetközi játékvezetőnek, a Nemzetközi Labdarúgó-szövetség (FIFA) 1961-től tartotta nyilván bírói keretében. A FIFA JB központi nyelvei közül a angolt beszéli. Több nemzetek közötti válogatott és klubmérkőzést vezetett, vagy működő társának partbíróként segített. Az aktív nemzetközi játékvezetéstől 1976-ban búcsúzott.

#### Labdarúgó-világbajnokság
A világbajnoki döntőhöz vezető úton Mexikóba a IX., az 1970-es labdarúgó-világbajnokságra a FIFA JB kifejezetten partbíróként alkalmazta. A FIFA JB elvárása szerint, ha nem vezetett, akkor partbíróként tevékenykedett. Két csoportmérkőzésen tevékenykedett, a Peru–Marokkó mérkőzésen egyes számú besorolást kapott, játékvezetői sérülés esetén továbbvezethette volna a találkozót.Az első Japán játékvezető, aki világbajnokságon teljesített szolgálatot. Partbírói mérkőzéseinek száma a világbajnokságokon: 2.

##### 1970-es labdarúgó-világbajnokság

###### Világbajnoki mérkőzés
| Időpont         | Helyszín                        | Mérkőzés típusa              | Mérkőzés      | Játékvezető       | Eredmény | Nézők száma |
| --------------- | ------------------------------- | ---------------------------- | ------------- | ----------------- | -------- | ----------- |
| 1970. június 2. | Nou Camp Stadion, León (Mexikó) | csoportmérkőzés (4. csoport) | Peru–Bulgária | Antonio Sbardella | 3 : 2    | 13 765      |
| 1970. június 6. | Nou Camp Stadion, León          | csoportmérkőzés (4. csoport) | Peru–Marokkó  | Tofik Bahramov    | 3 : 0    | 13 537      |

#### Olimpiai játékok
Az 1964. évi és az 1968. évi nyári olimpiai játékok labdarúgó tornáján a FIFA JB bíróként (1968: 1 mérkőzés) és partbíróként (1964: 2 csoportmérkőzés, 1968: 1 mérkőzés) foglalkoztatta. A második japán játékvezető, aki olimpiai tornán bíróként tevékenykedhetett.

##### 1968. évi nyári olimpiai játékok
| Időpont           | Helyszín                     | Mérkőzés típusa              | Mérkőzés           | Eredmény |
| ----------------- | ---------------------------- | ---------------------------- | ------------------ | -------- |
| 1968. október 15. | Jalisco Stadion, Guadalajara | csoportmérkőzés (C. csoport) | Magyarország–Ghána | 2 : 2    |

## Sportvezetőként
- Az aktív pályafutását befejezve 1975–1994 és 1996–2000 között a Chuo University csapat edzője. 1978-ban megnyerték az egyetemi bajnokságot. Az All Japan University labdarúgó-bajnokságán 1980-ban és 1992-ben első helyen végeztek.
- A Japán Játékvezető Bizottságnál (JSL) 1985–2002 között a Japán Hivatásos Labdarúgó Liga Fegyelmi Bizottság elnöke.

## Szakmai sikerek
- 1979-ben a nemzetközi játékvezetés hírnevének erősítése, hazájában 10 éve a legmagasabb Ligában (osztályban) folyamatosan tevékenykedő, eredményes pályafutása elismeréseként, a FIFA JB felterjesztésére az 1965-ben alapított International Referee Special Award címmel és oklevéllel tüntette ki.
- 2001-ben a Nemzetközi Olimpiai Bizottság (NOB) elismerő oklevelet adományozott részére.
- 2009-ben beválasztották a Japán Labdarúgás dicsőségfelára.